# Acianthera decurrens
Acianthera decurrens är en orkidéart som först beskrevs av Eduard Friedrich Poeppig och Stephan Ladislaus Endlicher, och fick sitt nu gällande namn av Alec M. Pridgeon och Mark W. Chase. Acianthera decurrens ingår i släktet Acianthera och familjen orkidéer. Inga underarter finns listade i Catalogue of Life.